# هجوم غير نشط
ويقوم الهاكر فيه بالتنصت أو مراقبة عملية نقل البيانات، ويهدف إلى الاستفادة من المعلومات والبيانات التي يحصل عليها دون تغييرها أو التأثير على موارد النظام. وسمي غير نشط لأن الهاكر لا يهدف إلى تعديل البيانات.

## أنواعه

### تحليل الاتصالات
(Traffic Analysis) تحليل الاتصالات للتعرف على نمط الاتصال بين طرفين،فبرغم من أن التشفير يجعل الرسالة غير مقروْة للمتنصت، فبإمكانه استخلاص بعض المعلومات من مراقبة البيانات المنقولة مثل عنوان البريد الإلكتروني للمرسل أو المستقبل، وبجمع كل رسالة وردها قد يتمكن من تخمين طبيعة العملية بينهما.

### إفشاء محتوى الرسالة
(release of message content) مكالمة تلفونية، بريد إلكتروني أو ملف منقول كلها قد تحتوي على معلومات حساسة أو في غاية السرية، والمفترض أنه ليس لغير المعنيين بها الاطلاع عليها.

## الحل
من الصعب جداً اكتشاف هذا النوع من الهجوم لأنه لا يشتمل على تغيير للبيانات، لذلك من المهم جداً منعه وليس اكتشافه، والحل لهذا النوع من الهجوم هو تشفير البيانات.